# Thank You (álbum de Duran Duran)
Thank You es un álbum de versiones de la banda Duran Duran lanzado en abril de 1995. Tuvo un buen resultado en las listas (alcanzando el puesto n.º 19 en Billboard 200), pero recibió críticas negativas de los críticos; la revista de música Q, la catalogó como el peor álbum de la historia.

## Lista de canciones
1. "White Lines" (Grandmaster Flash) – 5:31
2. "I Wanna Take You Higher" (Sly & The Family Stone) – 5:06
3. "Perfect Day" (Lou Reed) – 3:51
4. "Watching the Detectives" (Elvis Costello) – 4:48
5. "Lay Lady Lay" (Bob Dylan) – 3:53
6. "911 Is a Joke" (Public Enemy) – 3:59
7. "Success" (original de Iggy Pop, escrito por Iggy Pop y David Bowie) – 4:05
8. "Crystal Ship" (The Doors) – 2:52
9. "Ball of Confusion (That's What the World Is Today)" (The Temptations) – 3:46
10. "Thank You" (Led Zeppelin) – 6:36
11. "Drive By" (Duran Duran) – 5:34
12. "I Wanna Take You Higher Again" (Sly & The Family Stone) – 4:25

Pistas extra (Japón):
1. "Diamond Dogs" (David Bowie) – 6:10
2. "Femme Fatale" (Lou Reed) – 4:22

### Sencillo
1. "White Lines"
2. "Perfect Day"
3. "Lay Lady Lay" (sólo en Italia)

## Miembros
- Simon Le Bon - Voces
- John Taylor - Bajo
- Warren Cuccurullo - Guitarras
- Nick Rhodes - Teclados

### Otros
Músicos:
- Steve Ferrone - Batería en "White Lines" y "Crystal Ship"
- Terry Bozzio - Batería en "Success", "Thank You" y "Drive By"
- Tony Thompson - Batería en "I Wanna Take You Higher"
- Roger Taylor - Batería en "Perfect Day" y "Watching The Detectives"
- Abe Laboriel Jr. - Batería en "Lay Lady Lay" y "I Wanna Take You Higher Again"
- Anthony J. Resta - Batería en "White Lines", "Lay Lady Lay", "911 Is A Joke", "Ball Of Confusion" y "I Wanna Take You Higher Again"
- Grandmaster Flash & the Furious Five - Coros en "White Lines" y "I Wanna Take You Higher"
- Grandmaster Melle Mel - Coros, Rap en "White Lines"
- Lamya - Coros en "White Lines", "I Wanna Take You Higher" y "Drive By".
- Curtis King - Coros en "I Wanna Take You Higher"
- Tessa Niles - Coros en "Perfect Day" y "Watching The Detectives"
- Maxanne Lewis - Coros en "Ball Of Confusion"
- Flo & Eddie - Coros en "Success"
- Lee Oskar - Armónica en "Watching The Detectives" y "I Wanna Take You Higher"
- Jonathan Elias - Sintetizador Moog nn "Crystal Ship"
- Bruce Dukov - Violín
- Ron Folsom, Armen Garabedian, Henry Ferber, Berj Garabedian, Joy Lyle, Michelle Kikuchi-Richards, Maria Newman - Violines
- Pamela Goldsmith, Scott Haupert - Viola
- Suzi Katayama - Chelo

Productores:
- Duran Duran (pistas 1-4, 6-11);
- Duran Duran, John Jones (pistas 5 y 12).

Personal técnico:
- Ken Scott, John Jones, Tony Taverner, Avril McCintosh, Steve Churchyard - Ingeniería
- Anthoy J. Resta, Bob St. John, David Richards, Jason Corsaro, Tim Palmer - Mezclas
- Anthoy J. Resta, Bob St. John, John Jones - Resto de ingeniería y producción
- Mark Tinley, Anthony J. Resta, John Jones - Programación
- Tim Young - Masterización